# Фернандес, Альберто (политик)
Альбе́рто А́нхель Ферна́ндес (исп. Alberto Ángel Fernández; род. 2 апреля 1959, Буэнос-Айрес) — аргентинский юрист и политик. Президент Аргентины (2019—2023). Возглавлял правительство страны при президентах Несторе Киршнере и, частично, Кристине Фернандес де Киршнер; оставил пост 23 июля 2008 года. Его пребывание на посту главы кабинета остаётся самым продолжительным с момента учреждения этой должности в 1994 году. Фернандес единственный председатель кабинета министров Аргентины, который впоследствии стал президентом страны.
Член партии хустисиалистов, перонистской партии, Фернандес был кандидатом от партии на всеобщих выборах в Аргентине в 2019 году от левого альянса «Фронт де Тодос» и победил действующего президента Маурисио Макри, набрав 48% голосов. Его политическая позиция была охарактеризована как левая. Первые два года его президентства были ограничены пандемией COVID-19 в Аргентине, во время которой он ввёл строгие карантинные меры для подавления распространения болезни, и долговым кризисом, унаследованным от его предшественника. В то время как экономика восстанавливалась в 2021—2022 годах, инфляция выросла до 100% (самого высокого уровня с 1991 года). Рейтинг его одобрения был постоянно низким на протяжении всего его президентства, лишь в нескольких определенных случаях уровень одобрения превышал 50%, а рейтинг неодобрения колебался от 60% до 80%.
По данным британской газеты The Economist, Фернандес считался «президентом без плана», а его президентство — «слабой администрацией», намекая на отсутствие у него самостоятельности в принятии решений. Вместо этого его решения находились под сильным влиянием вице-президента и бывшего президента Кристины Фернандес де Киршнер, также лидера коалиции, которую сам Фернандес назвал «постоянным источником консультаций». В апреле 2023 года Фернандес объявил, что решил не добиваться переизбрания на пост президента на всеобщих выборах в Аргентине в 2023 году. 10 декабря 2023 года его сменил Хавьер Милей.

## Ранняя жизнь и карьера
Фернандес родился 2 апреля 1959 года в Буэнос-Айресе, в семье Селии Перес и ее первого мужа. Отделившись от последнего, Селия (сестра личного фотографа Хуана Доминго Перона) вышла замуж за судью Карлоса Пелагио Галиндеса (сына сенатора от радикального гражданского союза). Альберто Фернандес, который едва знал своего биологического отца, считает Пеладжио своим отцом.

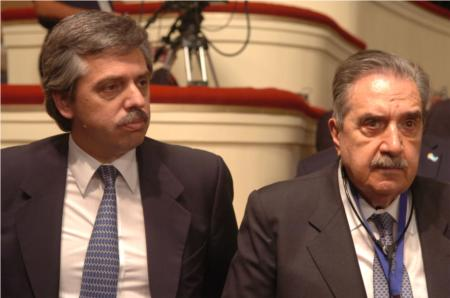
Альберто Фернандес, тогдашний руководитель администрации вместе с бывшим президентом Раулем Альфонсином. Во время президентства Альфонсина он работал заместителем директора по правовым вопросам в Министерстве экономики.

Альберто Фернандес учился на юридическом факультете Университета Буэнос-Айреса. Окончил университет в возрасте 24 лет, а позже стал профессором уголовного права. Фернандес поступил на государственную службу в качестве советника Совещательного собрания Буэнос-Айреса и Палаты депутатов Аргентины. В 1985 году стал заместителем директора по правовым вопросам Министерства экономики и в этом качестве был главным представителем Аргентины на переговорах в рамках Уругвайского раунда ГАТТ. Назначенный новоизбранным президентом Карлосом Менемом на должность суперинтенданта по страхованию, Фернандес занимал пост президента Латиноамериканской ассоциации страховых менеджеров с 1989 по 1992 год и был одним из основателей Международной ассоциации страховых менеджеров. Он также был советником МЕРКОСУР и ЛАИ по страховому праву и работал в компаниях частного сектора, предоставляющих страховые и медицинские услуги. Фернандес был назван одним из десяти выдающихся молодых людей Аргентины в 1992 году и был удостоен премии тысячелетия как один из национальных бизнесменов века. За это время он сблизился политически с бывшим губернатором провинции Буэнос-Айрес Эдуардо Дуальде.

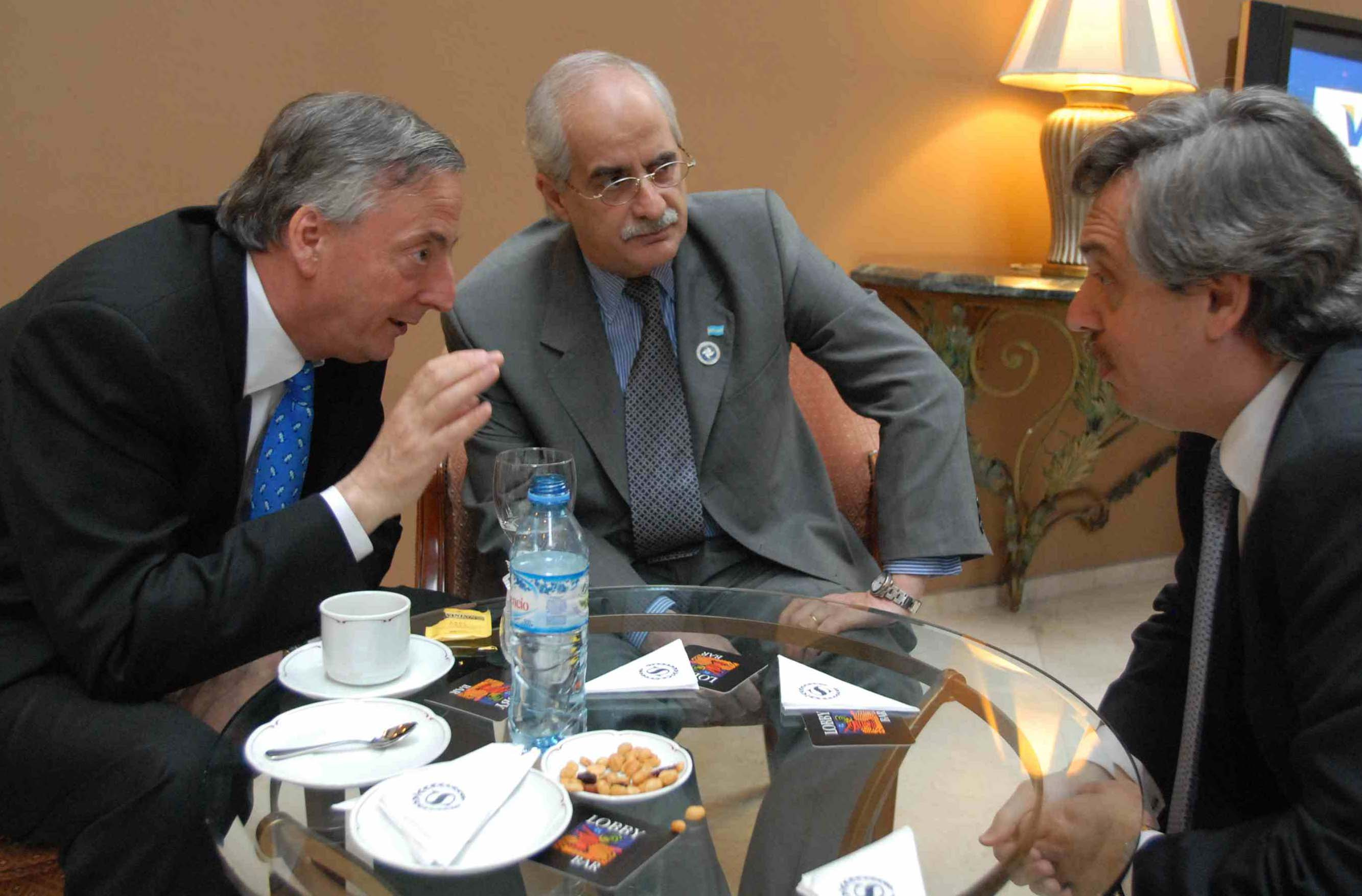
Фернандес (справа) с президентом Нестором Киршнером и министром иностранных дел Хорхе Тайаной в 2007 году

Фернандес был избран 7 июня 2000 года в законодательное собрание города Буэнос-Айрес по списку консервативной партии «Действие за республику», возглавляемой бывшим министром экономики Доминго Кавальо.

## Глава Кабинета министров (2003—2008)

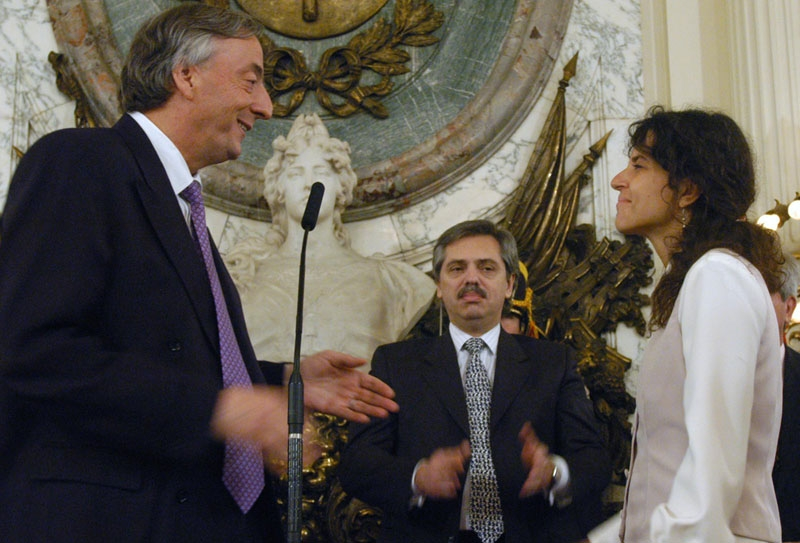
Президент Нестор Киршнер перед главой администрации Альберто Фернандесом приносит присягу Ромина Пиколотти в качестве министра окружающей среды 10 июля 2006 года

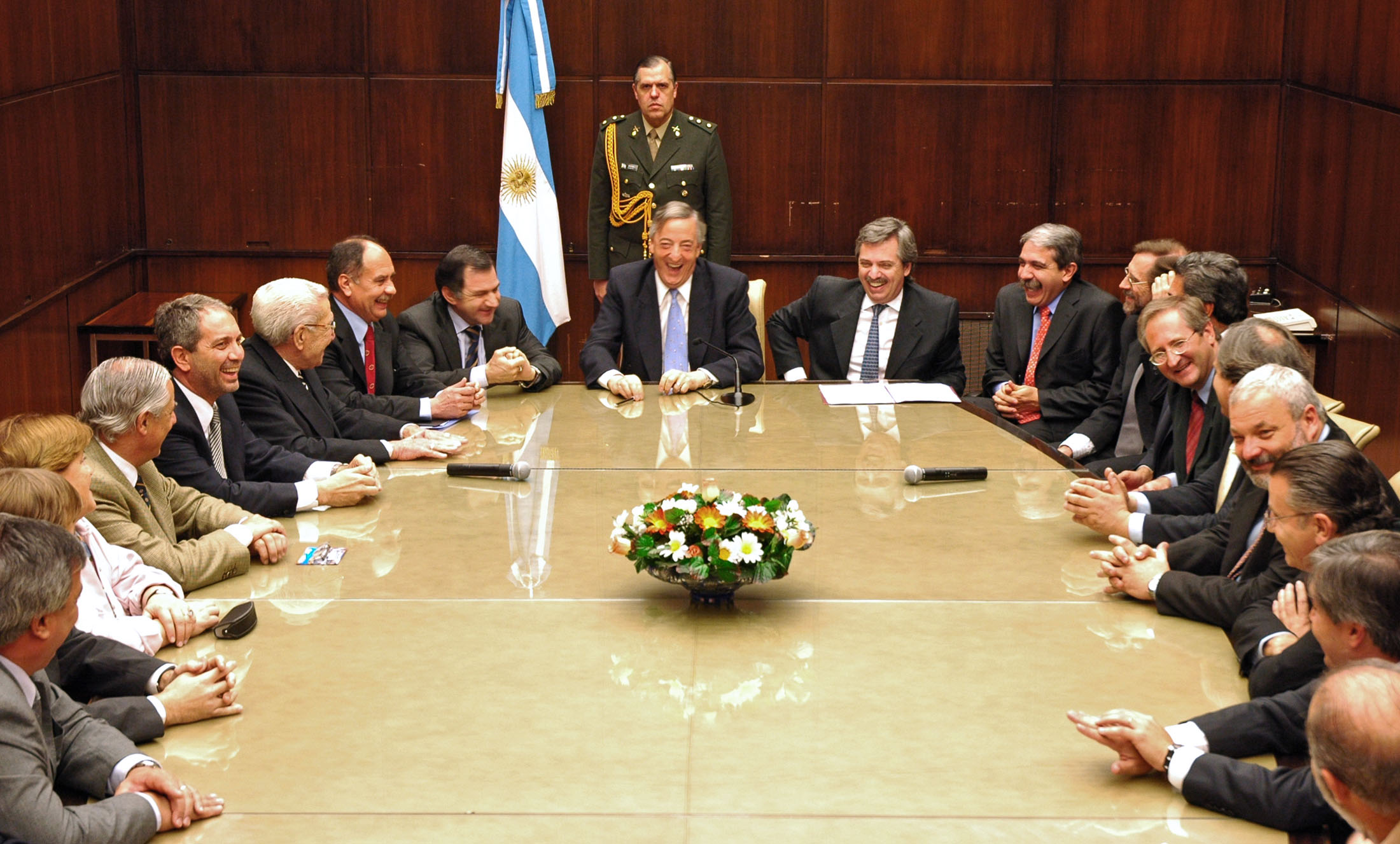
Президент Нестор Киршнер с главой администрации Альберто Фернандесом и министром внутренних дел Анибалом Фернандесом во время встречи с мэрами муниципалитетов в провинции Буэнос-Айрес, 11 сентября 2006 года

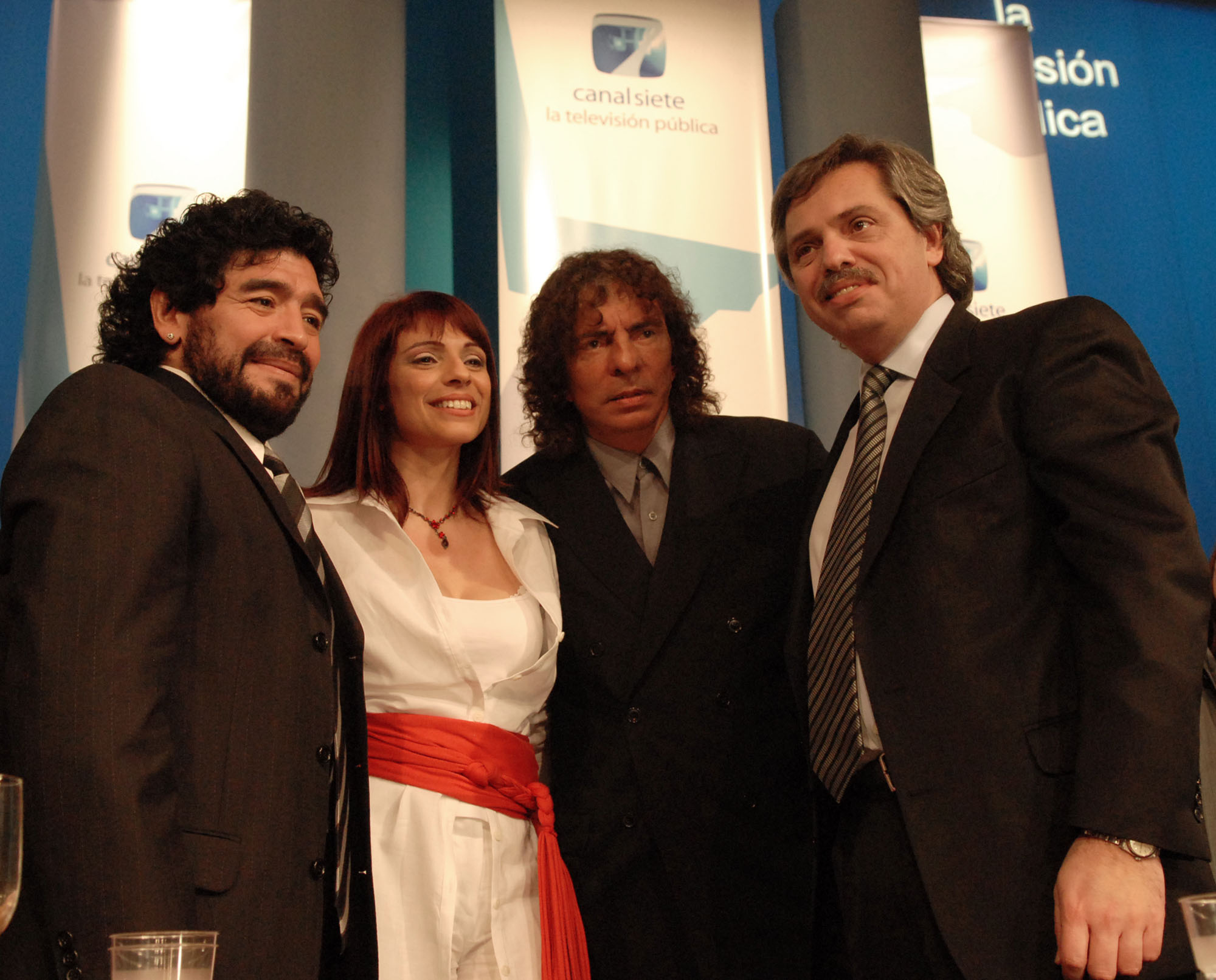
Диего Марадона, Розарио Луфрано, Алехандро Долина и Альберто Фернандес на презентации новых программ 7 canal в 2006 году

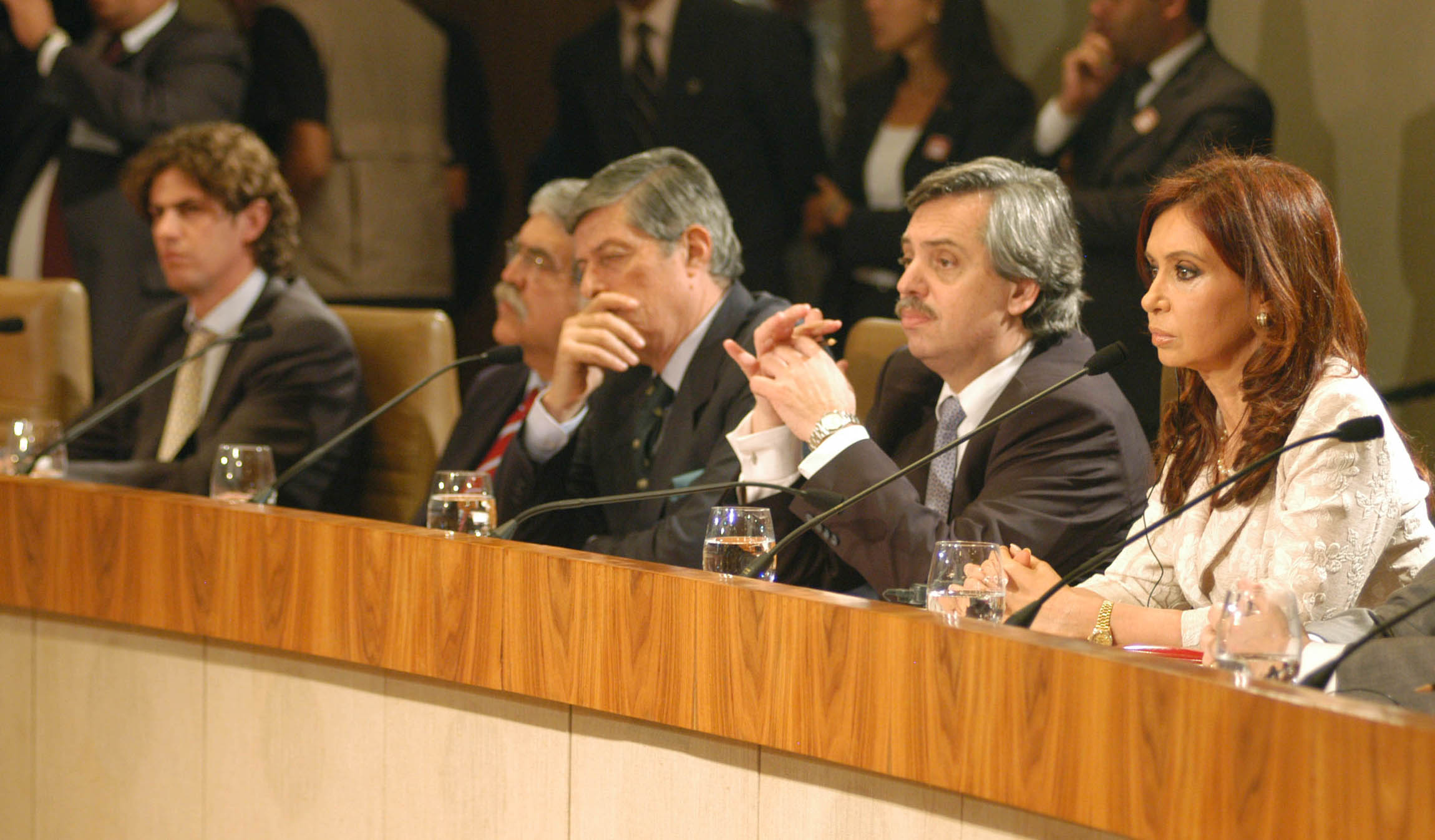
Избранный президент Кристина Фернандес де Киршнер, руководитель аппарата Альберто Фернандес, федеральный министр планирования Хулио де Видо и будущий министр экономики Мартин Лусто на заседании кабинета министров во время смены президента в 2007 году

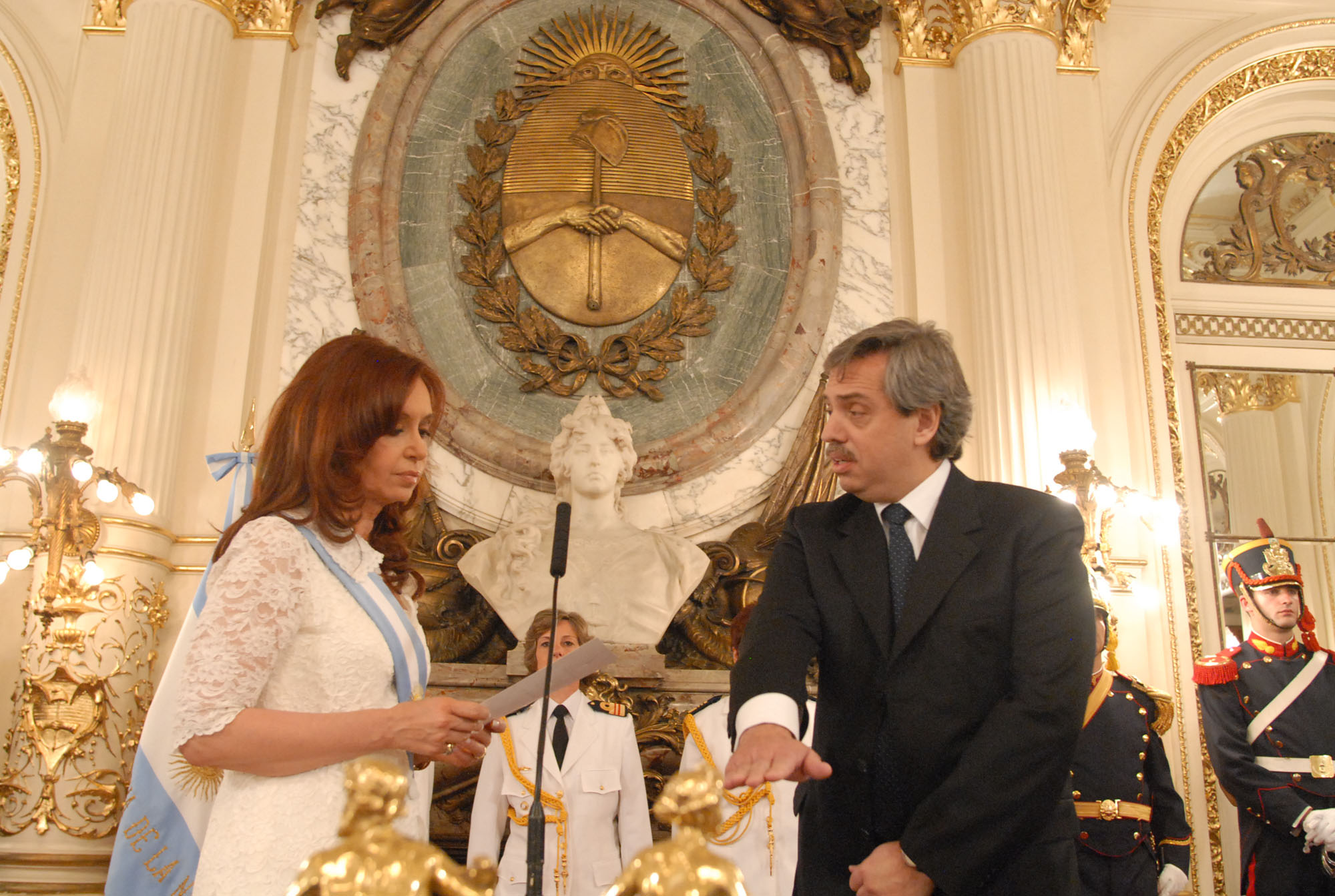
Фернандес (справа) принёс присягу в качестве главы Кабинета министров при президенте Кристине Фернандес де Киршнер 10 декабря 2007 года

Он отказался от своего места, когда был назначен главой кабинета министров президентом Нестором Киршнером после вступления в должность 25 мая 2003 года, и сохранил тот же пост при жене и преемнике Киршнера, президенте Кристине Фернандес де Киршнер, после её избрания в 2007 году.
Новая система переменных налогов на экспорт сельскохозяйственной продукции привела к конфликту правительства Аргентины с сельскохозяйственным сектором в 2008 году, во время которого Фернандес выступал в качестве главного переговорщика правительства. Однако переговоры провалились, и после неожиданного голосования вице-президента Хулио Кобоса против законопроекта в Сенате с нулевым результатом Фернандес подал в отставку 23 июля 2008 года.

## Предпрезидентство
Фернандес был назначен главой городского отделения партии хустисиалистов в Буэнос-Айресе, но свёл к минимуму свое участие в кампаниях «Фронта за победу» в Конгрессе в 2009 году. Фернандес активно рассматривал возможность выдвижения своей кандидатуры на пост президента от партии справедливости и развития в преддверии всеобщих выборов 2011 года. Однако в конечном счёте он поддержал переизбрание президента Кристины Киршнер. Он был руководителем предвыборной кампании кандидата в президенты Серхио Массы в 2015 году.

## Президентские выборы

### Президентская кампания
18 мая 2019 года Кристина Фернандес де Киршнер объявила, что Фернандес будет кандидатом в президенты и что она будет баллотироваться на пост вице-президента вместе с ним, организовав его первый предвыборный митинг с губернатором Санта-Крус Алисией Киршнер, невесткой бывшей Киршнер.
Примерно месяц спустя, стремясь расширить свою привлекательность для умеренных, Фернандес заключил сделку с Серхио Массой о создании альянса под названием Фронт де Тодос, в рамках которого Массе была бы предложена роль в потенциальной администрации Фернандеса или ключевая роль в Палате депутатов в обмен на выход из партии. президентской гонке и предлагает свою поддержку. Фернандес также заслужил одобрение всеобщей конфедерации труда, получив их поддержку в обмен на обещание, что он будет стимулировать экономику и что трудовой реформы не будет.

### Всеобщие выборы

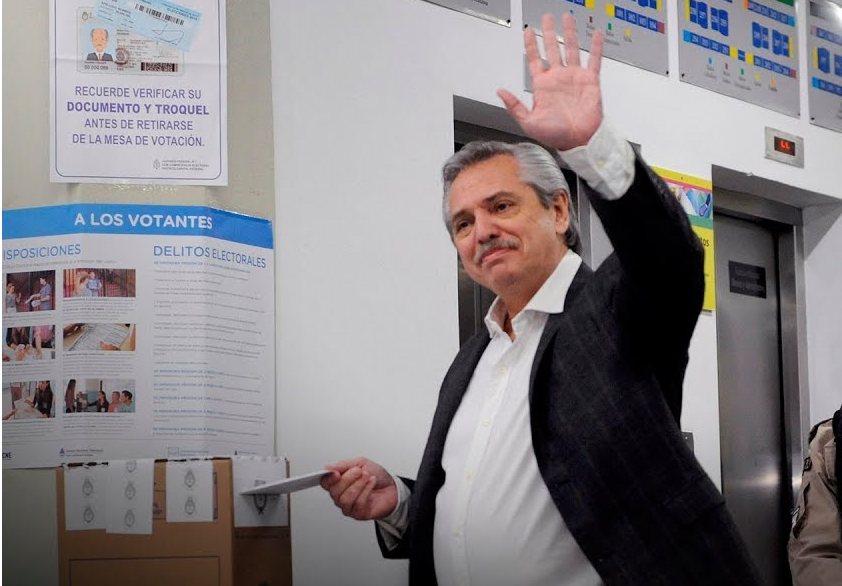
Фернандес голосует на выборах в ПАСО, 11 августа 2019 года

11 августа 2019 года Фернандес занял первое место на первичных выборах 2019 года, набрав 47,7% голосов, по сравнению с 31,8% у действующего президента Маурисио Макри. После этого Фернандес провел пресс-конференцию, на которой, по его словам, он позвонил Макри, чтобы сказать, что поможет ему завершить свой президентский срок и «принести спокойствие обществу и рынкам», и что его экономические предложения не сопряжены с риском дефолта по государственному долгу.

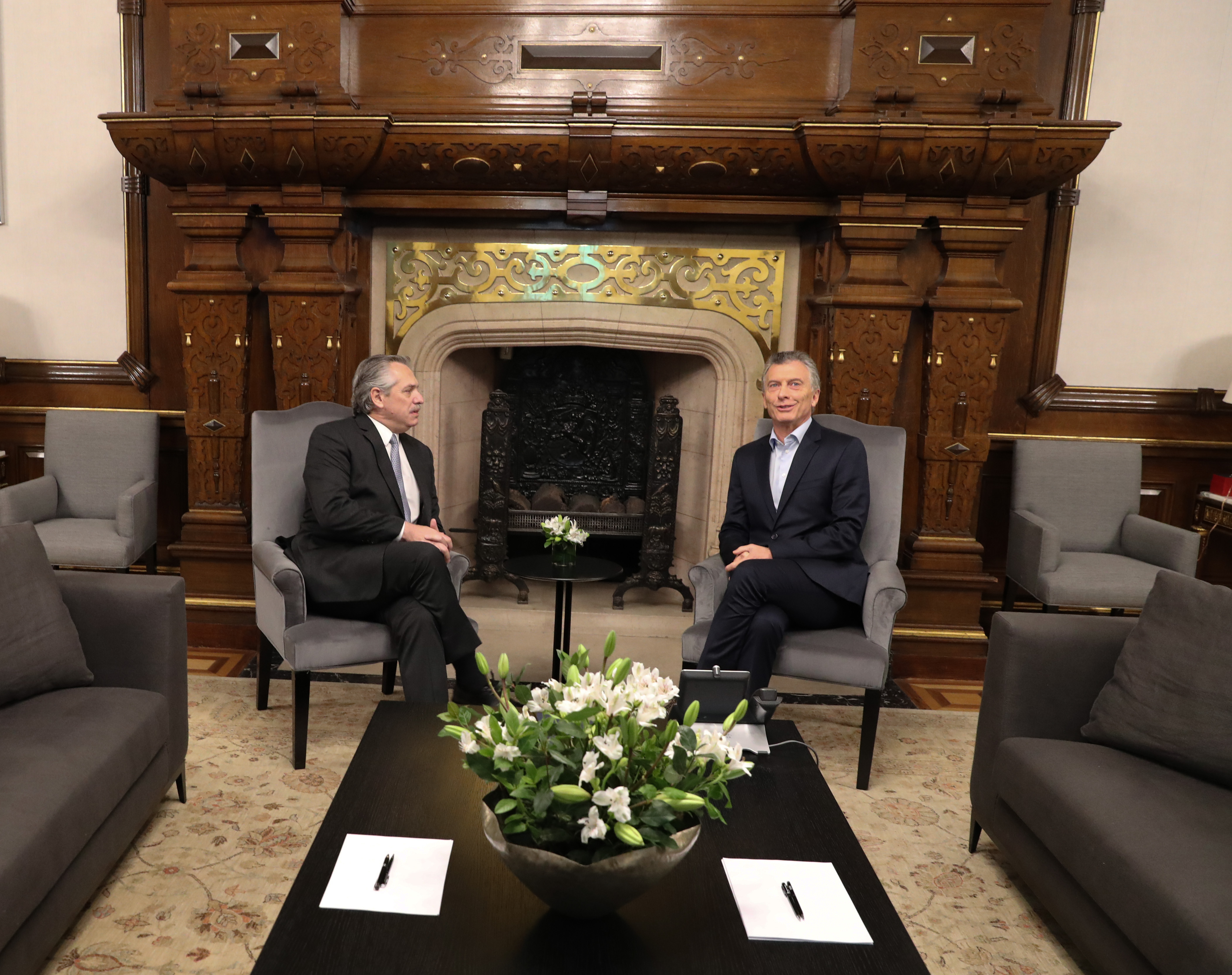
Избранный президент Фернандес встречается с уходящим президентом Макри в кабинете президента после национальных выборов, которые состоялись накануне

На всеобщих выборах 27 октября Фернандес победил на президентских выборах, набрав 48,1 % голосов против 40,4 % у Макри, превысив порог, необходимый для победы без необходимости в голосовании. В Аргентине кандидат в президенты может победить безоговорочно, либо набрав не менее 45 процентов голосов, либо набрав 40 процентов голосов, опережая своего ближайшего соперника на 10 пунктов. Своей победой он был обязан главным образом тому, что провинция Буэнос-Айрес набрала более 1,6 миллиона голосов, что составило почти весь его общенациональный перевес в 2,1 миллиона голосов. Для сравнения, Даниэль Сиоли четырьмя годами ранее набрал в крупнейшей провинции страны всего 219 000 голосов.

## Президентство (2019—2023)

### Инаугурация

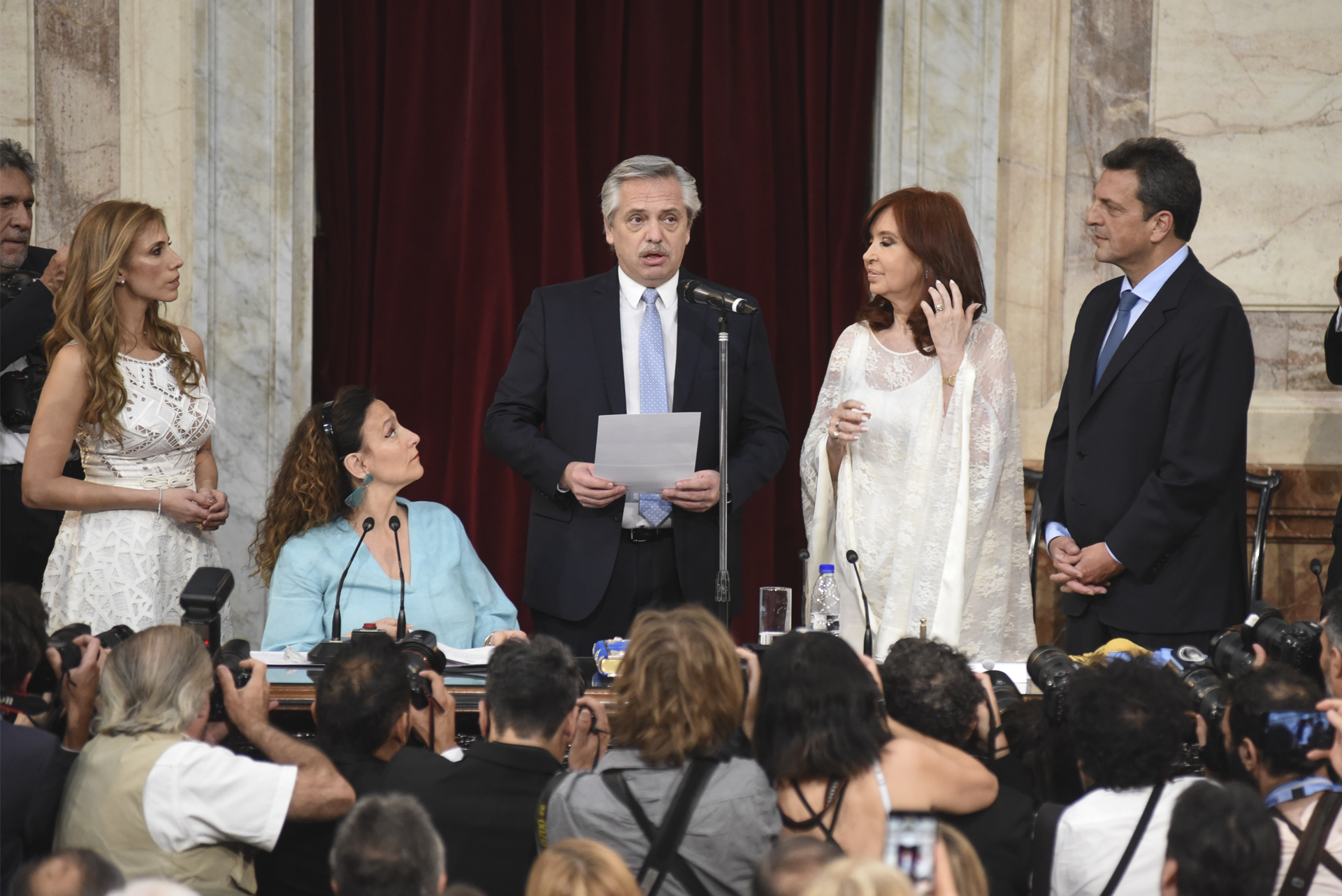
Избранный президент Альберто Фернандес вступает в должность под взором временного президента Сената Клаудии Абдалы Ледесмы, уходящего вице-президента Габриэлы Мичетти, избранного вице-президента Кристины Фернандес де Киршнер и президента Палаты депутатов Серхио Масса

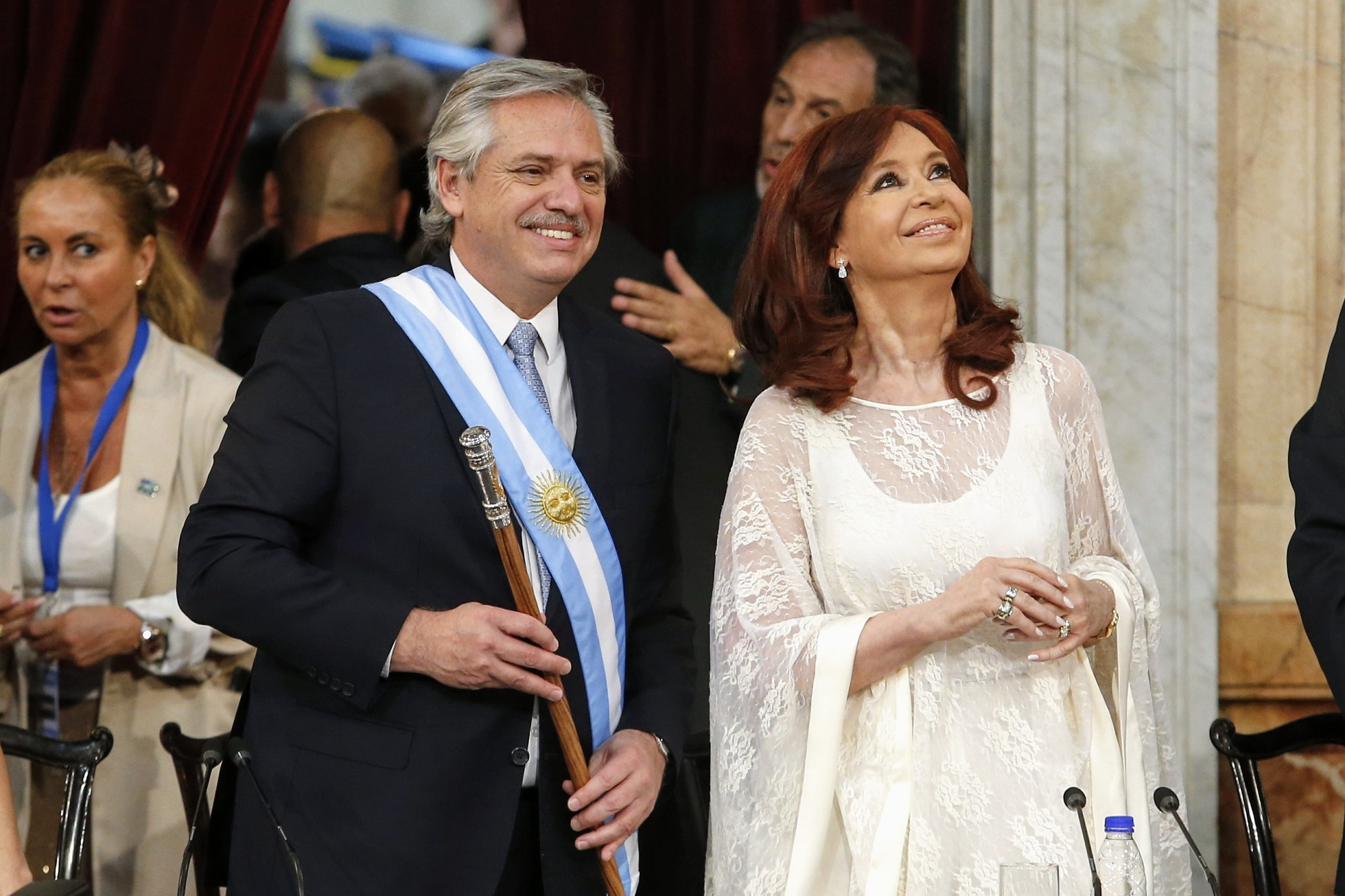
Президент Альберто Фернандес (слева) со своим вице-президентом Кристиной Фернандес де Киршнер (справа)

Фернандес был приведён к присяге 10 декабря 2019 года.

### Экономическая политика
14 декабря 2019 года правительство указом ввело чрезвычайное положение в сфере занятости и удвоило компенсацию за увольнение без уважительной причины на шесть месяцев.
Его первая законодательная инициатива, законопроект о социальной солидарности и восстановлении производства, была принята Конгрессом 23 декабря. Законопроект предусматривает повышение налогов на покупку иностранной валюты, экспорт сельскохозяйственной продукции, благосостояние и продажу автомобилей, а также налоговые льготы для производства. В условиях худшей рецессии почти за два десятилетия она предусматривала замораживание тарифов на коммунальные услуги на 180 дней, премии для пенсионеров страны и всеобщее распределение пособий на каждого ребёнка, а также продовольственные карточки для двух миллионов беднейших семей Аргентины. Это также дало президенту дополнительные полномочия по пересмотру условий погашения долга — Аргентина стремится реструктурировать свой долг в размере 100 миллиардов долларов США перед частными держателями облигаций и 45 миллиардов долларов США, заимствованных Макри у Международного валютного фонда. Поскольку контроль за движением капитала оставался в силе и не имел перспектив его отмены, MSCI понизил рейтинг страны с формирующегося рынка до автономного рынка.
Организации сельскохозяйственного сектора, включая Sociedad Rural Argentina, CONINAGRO, Аргентинскую аграрную федерацию и Аргентинские сельские конфедерации, отвергли повышение налогов на экспорт сельскохозяйственной продукции. Несмотря на эти конфликты, Фернандес объявил о трёхпроцентном увеличении налога у источника на соевые бобы в день открытия очередных сессий, 1 марта, и вызвал серьёзные проблемы в отношениях между правительством и сельскохозяйственным сектором.
Аргентина вновь объявила дефолт 22 мая 2020 года, не выплатив своим кредиторам в установленный срок 500 миллионов долларов. Переговоры о реструктуризации его долга в размере 66 миллиардов долларов продолжаются.
Международный валютный фонд сообщил, что кризис COVID-19 приведёт к падению ВВП Аргентины на 9,9 процента после того, как экономика страны сократилась на 5,4 процента в первом квартале 2020 года, а безработица выросла более чем на 10,4 процента за первые три месяца года, до начала карантина.
4 августа Фернандес достиг соглашения с крупнейшими кредиторами об условиях реструктуризации иностранных облигаций на сумму 65 миллиардов долларов после прорыва в переговорах, которые временами казались близкими к краху после девятого дефолта страны по долгу в мае.
22 сентября, в рамках экономических последствий пандемии COVID-19, официальные отчёты показали падение ВВП на 19% в годовом исчислении во втором квартале 2020 года, что стало самым большим падением в истории страны. Инвестиции сократились на 38% по сравнению с предыдущим годом. Уровень бедности вырос до 42% во второй половине 2020 года, что является самым высоким показателем с 2004 года. Детская бедность достигла 57,7% несовершеннолетних в возрасте до 14 лет.

### Социальная политика
31 декабря 2019 года Фернандес объявил, что в 2020 году он направит законопроект для обсуждения легализации абортов, подтвердил свою поддержку его утверждения и выразил пожелание провести «разумные дебаты». Однако в июне 2020 года он заявил, что «занимается более неотложными делами» (имея в виду пандемию COVID-19, а также реструктуризацию долга) и что «он отправит счёт в какой-то момент». В ноябре 2020 года юридический секретарь Фернандеса Вильма Ибарра подтвердила, что правительство направит новый законопроект о легализации абортов в Национальный конгресс в этом месяце. Исполнительная власть направила законопроект вместе с другим законопроектом, направленным на охрану здоровья женщин («План на 1000 дней»), 17 ноября 2020 года. Сенат принял законопроект, легализующий аборты в Аргентине, 30 декабря 2020 года.
1 марта он также объявил о реструктуризации Федерального разведывательного управления (AFI), включая публикации его отчётов, которые были засекречены Макри указом от 2016 года. AFI подверглась критике за то, что она преследовала общественных деятелей в политических целях.
17 августа во многих городах Аргентины прошли акции протеста против мер, принятых Фернандесом, в первую очередь против законопроекта о реформе правосудия, который его правительство направило в Конгресс, но также, среди прочих причин: за «защиту институтов» и «разделение властей», против карантинных мер правительства, против ощущаемого отсутствия свободы и роста преступности, а также повышения государственных пенсий.
4 сентября 2020 года Фернандес подписал Указ о необходимости и срочности (Декрет 721/2020), устанавливающий 1%-ную квоту занятости для трансгендеров и травести людей в национальном государственном секторе. Эта мера ранее обсуждалась в Палате депутатов в качестве различных перспективных законопроектов. Указ предписывает, что в любой данный момент по крайней мере 1% всех работников государственного сектора в национальном правительстве должны быть трансгендерами, как это понимается в Законе о гендерной идентичности 2012 года.
20 июля 2021 года Фернандес подписал ещё один указ о необходимости и срочности (Декрет 476/2021), обязывающий Национальный реестр лиц (RENAPER) разрешить указывать третий пол во всех национальных удостоверениях личности и паспортах, помеченных буквой «X». Эта мера распространяется и на постоянных жителей-неграждан, которые также имеют аргентинские удостоверения личности. В соответствии с Законом о гендерной идентичности 2012 года Аргентина стала одной из немногих стран в мире, юридически признавших небинарный пол во всех официальных документах.
12 ноября 2020 года Фернандес подписал указ, легализующий самосовершенствование и регулирующий продажу и субсидируемый доступ к медицинскому каннабису, в дополнение к законопроекту 2017 года, который легализовал использование и исследования растения и его производных. В июне 2019 года, во время своей президентской кампании, он заявил о своём намерении легализовать марихуану в рекреационных целях, но не другие виды наркотиков.

### Международные отношения

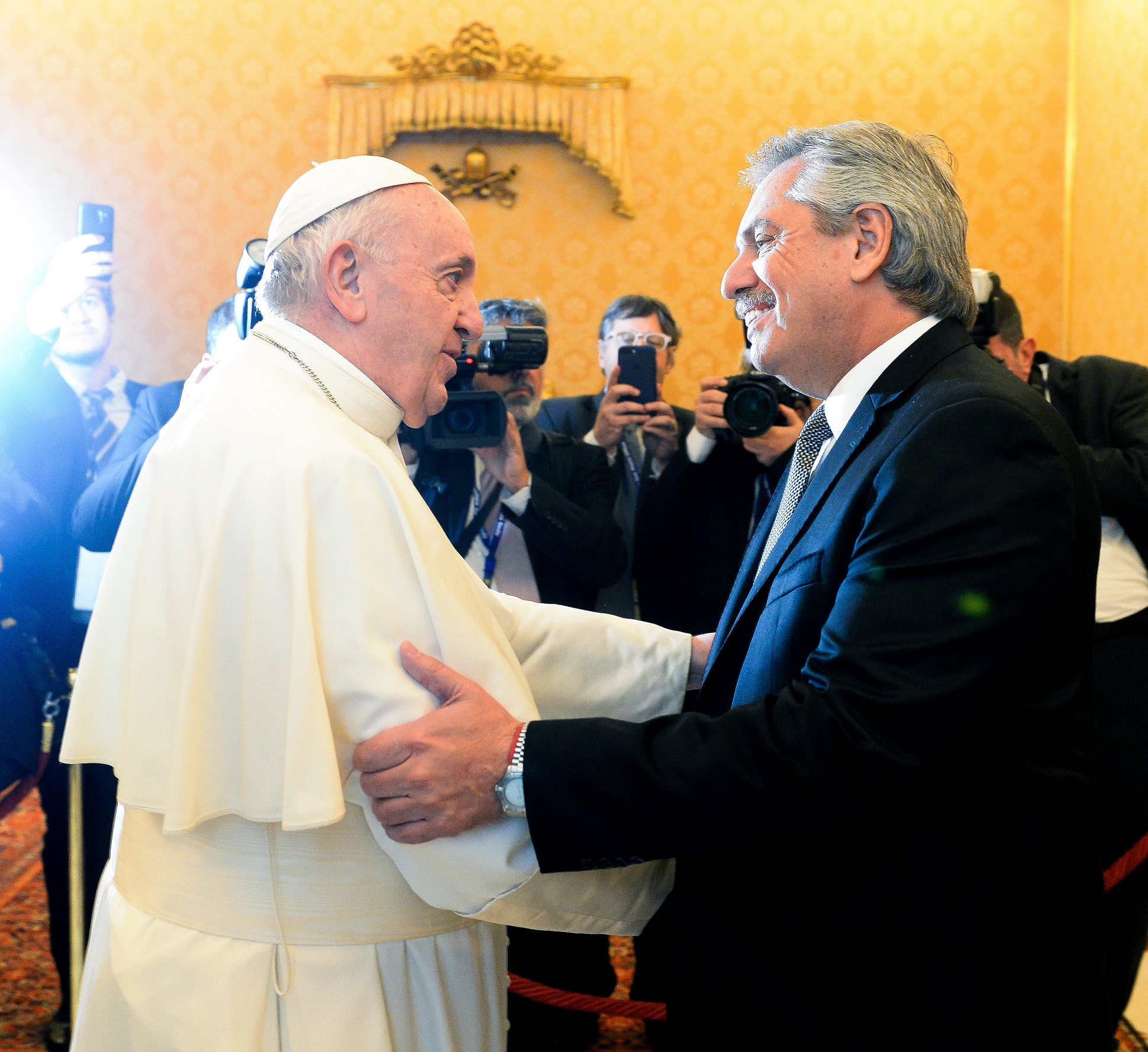
Встреча с Папой Римским Франциском 31 января 2020 года

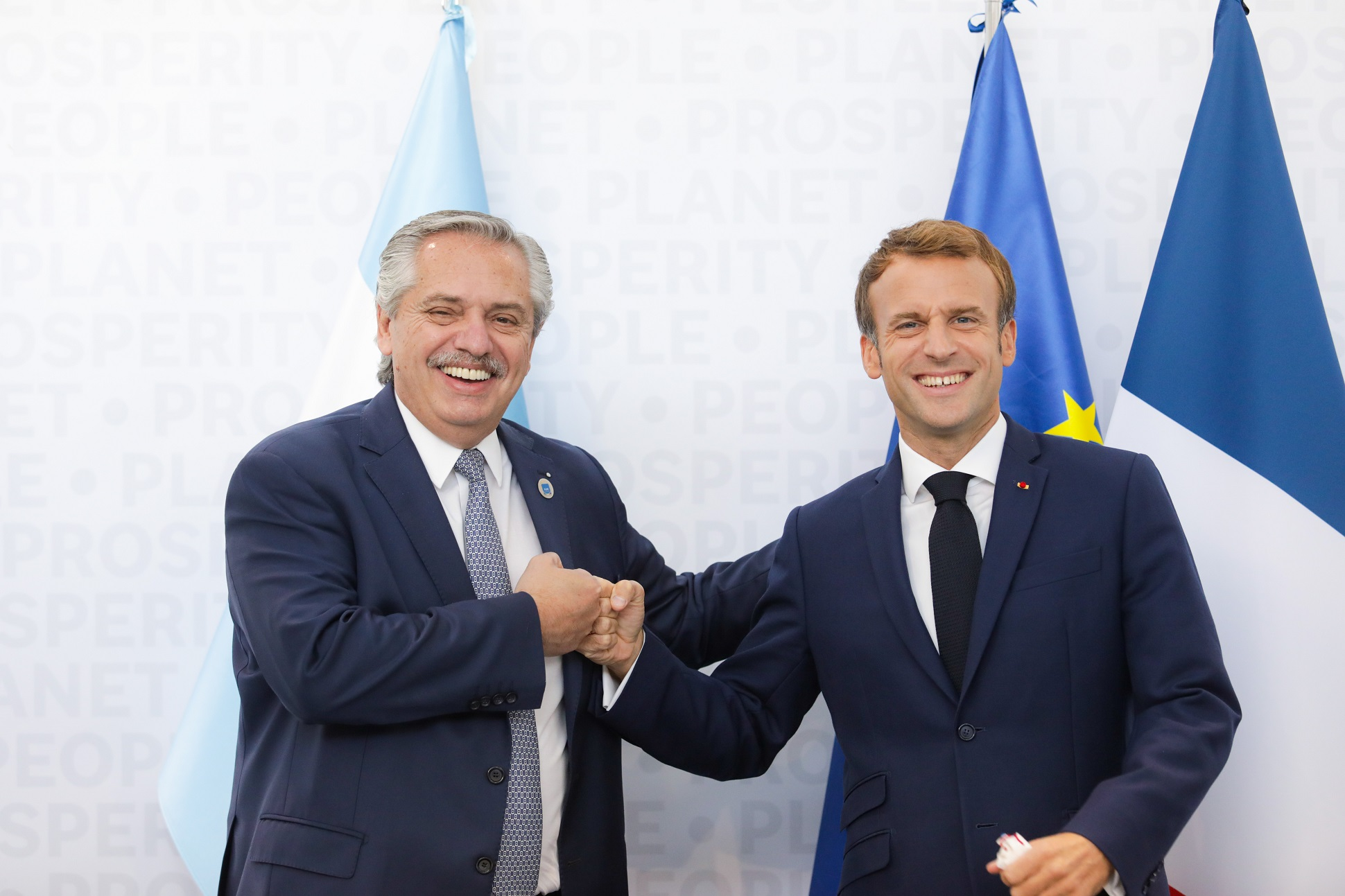
Фернандес с президентом Франции Эмманюэлем Макроном на саммите G20 в Риме в октябре 2021 года

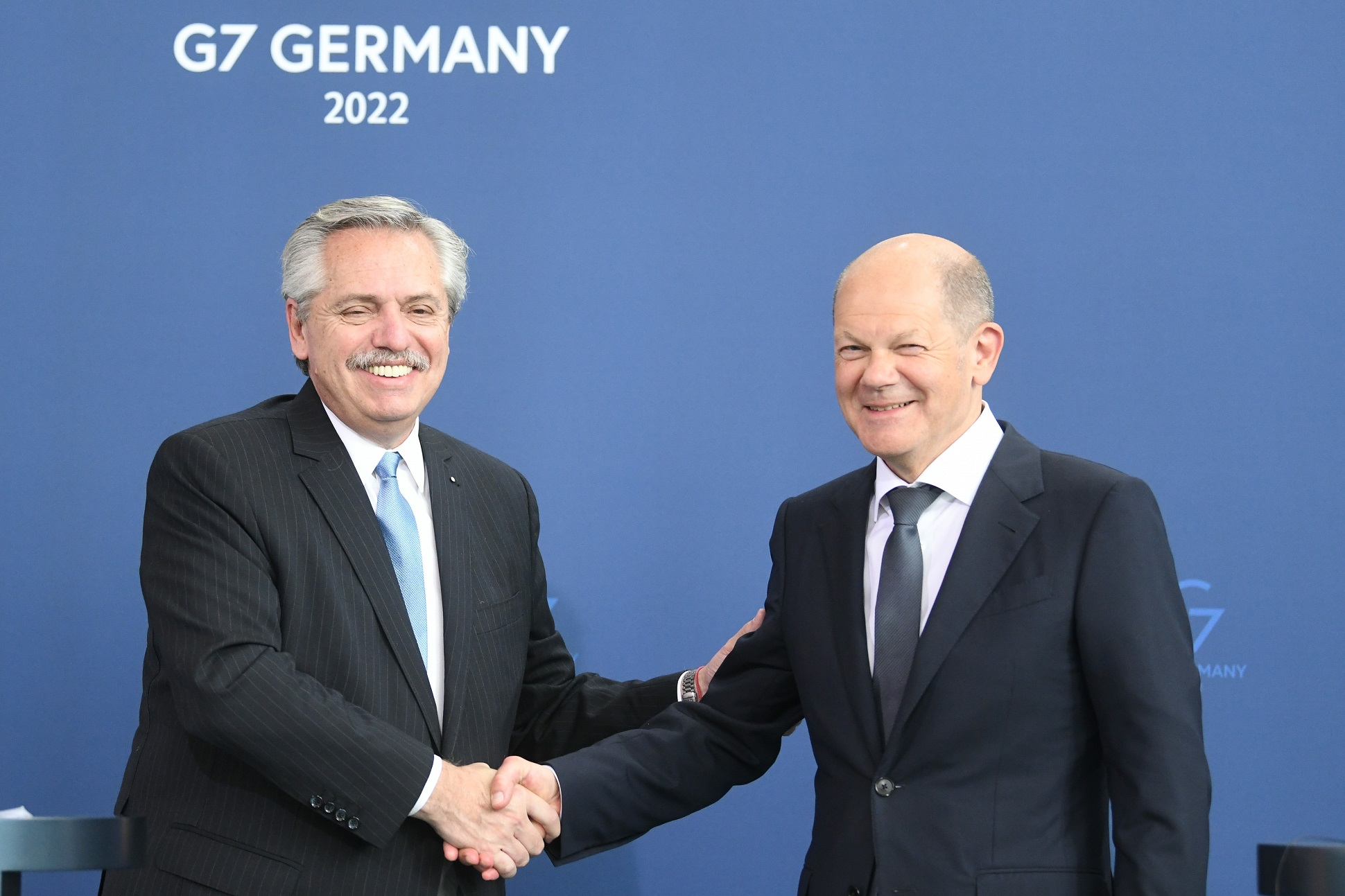
Фернандес с канцлером Германии Олафом Шольцем в Берлине, май 2022 года

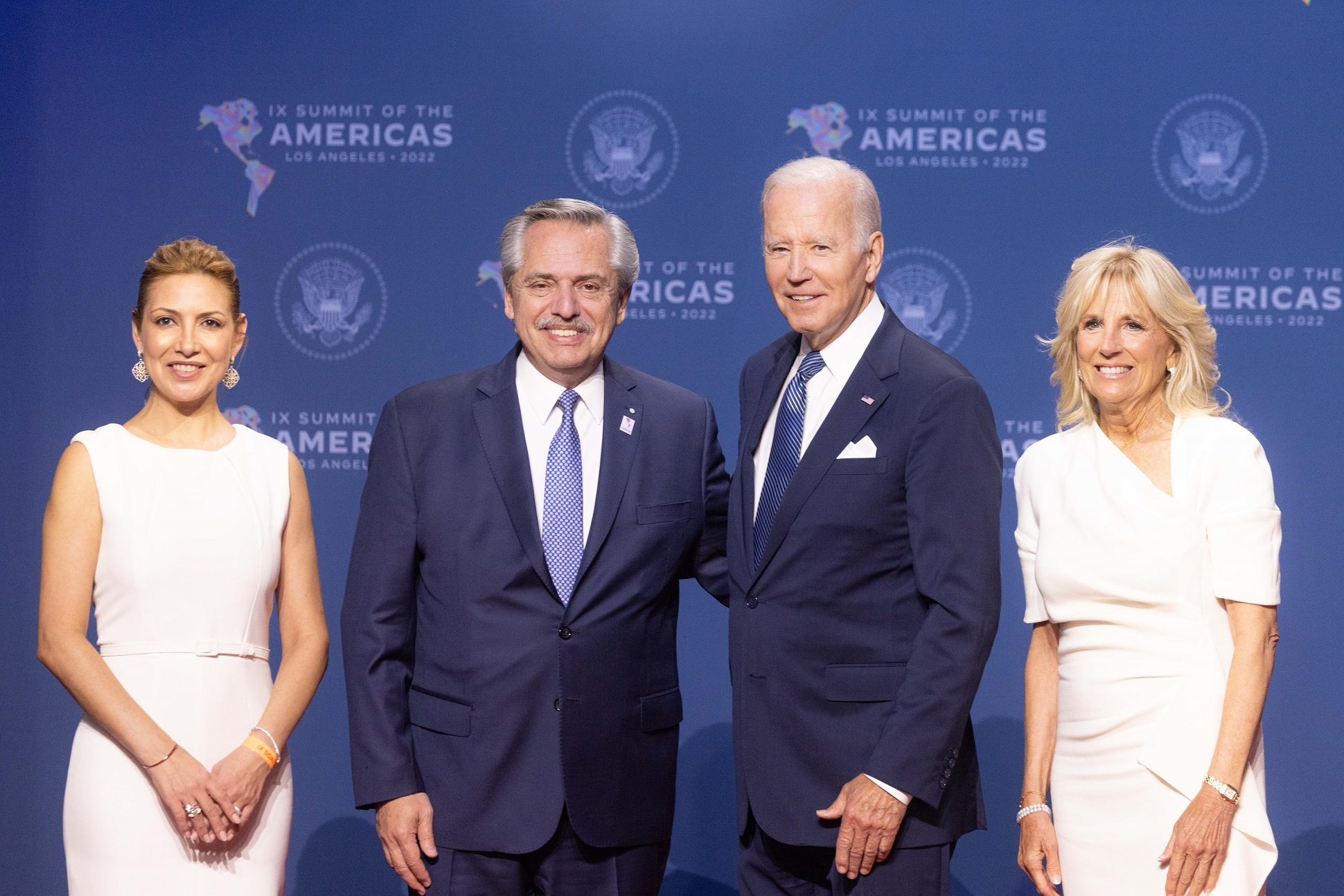
Фернандес и Фабиола Яньес с президентом США Джо Байденом и Джилл Байден на 9-м саммите стран Северной и Южной Америки в 2022 году

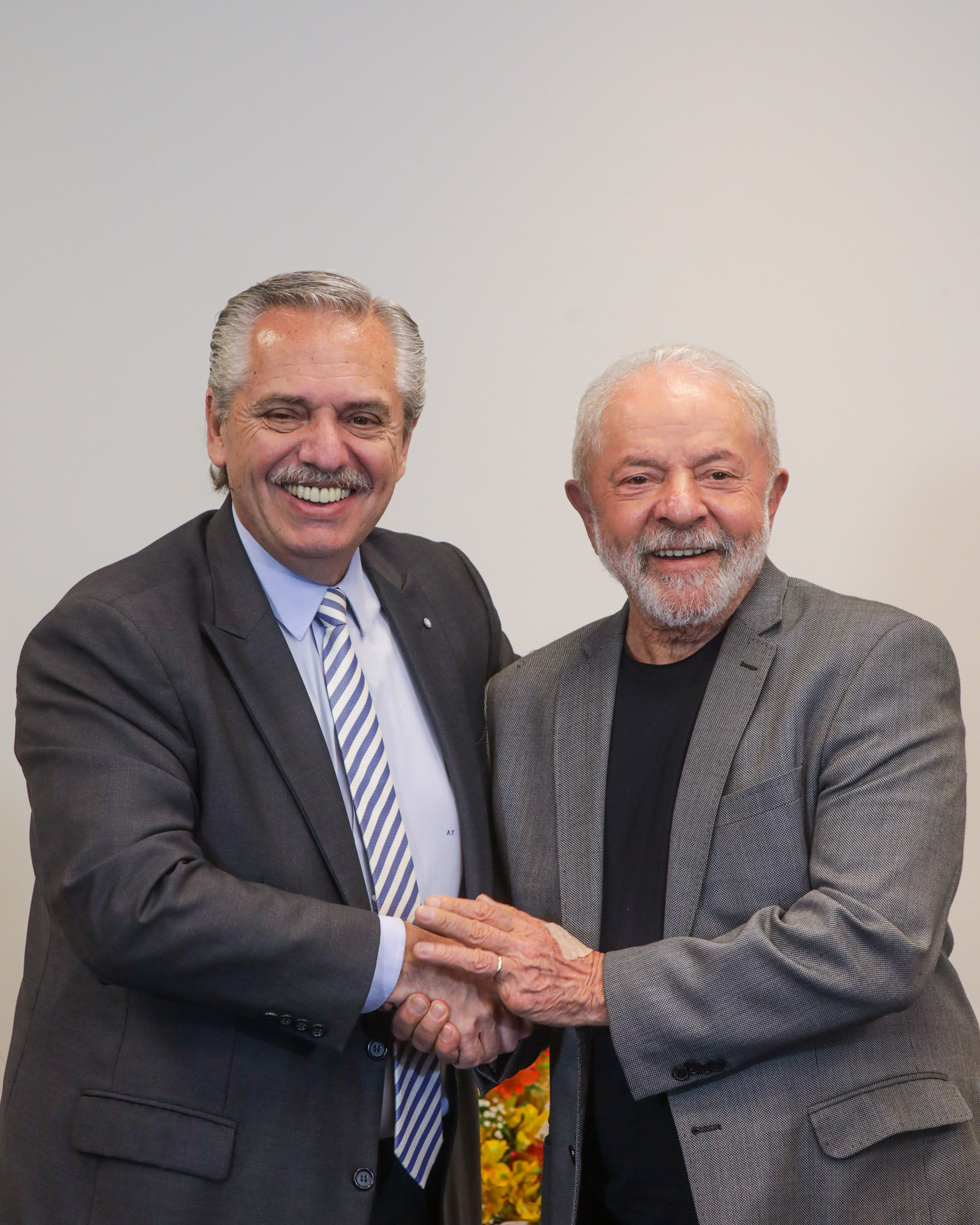
Фернандес с избранным на тот момент президентом Бразилии Луисом Инасиу Лулой да Силвой в ноябре 2022 года

Во время его правления отношения Аргентины с Бразилией стали несколько напряжёнными. Президент Бразилии Жаир Болсонару отказался присутствовать на инаугурации Фернандеса, обвинив его в желании создать «великую боливарианскую родину» на границе и в подготовке спровоцировать бегство капитала и компаний в Бразилию. Фернандес и Болсонару провели свой первый разговор в режиме видеоконференции 30 ноября 2020 года, в ходе которого оба президента согласились с важностью сотрудничества и ролью МЕРКОСУР.
Главный советник президента США Дональда Трампа по Западному полушарию Маурисио Клавер-Кароне перешёл дорогу Фернандесу в 2019 году, сказав: «Мы хотим знать, будет ли Альберто Фернандес защитником демократии или апологетом диктатур и лидеров в регионе, будь то Мадуро, Корреа или Моралес».
При Фернандесе Аргентина вышла из состава Группы Лимы, сформированной странами Северной и Южной Америки для урегулирования кризиса в Венесуэле, после того как не подписалась ни под одним из заявлений и резолюций Группы. Аргентина проголосовала за резолюцию Организации Объединённых Наций в поддержку продолжения подготовки доклада Управления ООН по правам человека о нарушениях прав человека в Венесуэле. При Фернандесе Аргентина отозвала признание Хуана Гуайдо временным президентом Венесуэлы. В январе 2020 года администрация Фернандеса отозвала полномочия Элизы Тротта Гамус, которая была посланником Гуайдо в Аргентине и чьё представительство было одобрено администрацией Макри. Однако Фернандес также отказалась признать верительные грамоты посланника Мадуро Стеллы Луго, а министр иностранных дел Фелипе Сола попросил её вернуться в Каракас.
Альберто Фернандес поставил под сомнение выводы Организации американских государств о том, что переизбрание Эво Моралеса было неконституционным из-за фальсификации результатов выборов. Правительство Фернандеса признало Моралеса законным президентом Боливии и предоставило ему убежище в Аргентине в декабре 2019 года. 9 ноября 2020 года, после победы Луиса Арсе в 2020 году, Фернандес лично сопровождал Моралеса до границы Аргентины с Боливией, где оба лидера провели публичное мероприятие, посвящённое возвращению Моралеса на родину.
В январе 2020 года Фернандес отправился в Израиль в свою первую президентскую поездку за границу. Там он отдал дань уважения жертвам Холокоста и провёл двустороннюю встречу с премьер-министром Биньямином Нетаньяху, который поблагодарил его за то, что «Хезболла» была объявлена террористической организацией — мера, принятая бывшим президентом Маурисио Макри.
Что касается напряжённых отношений Аргентины с Ираном, Фернандес публично выступил в защиту Меморандума о взаимопонимании между Аргентиной и Ираном, хотя и критиковал его до вступления в должность. В сентябре 2020 года Фернандес обратился к Ирану перед Генеральной Ассамблеей ООН с просьбой «сотрудничать с аргентинским правосудием», чтобы восстановить справедливость и экстрадировать тех иранских чиновников, которые обвиняются в нападении. Далее он заявил, что если официальные лица будут признаны невиновными, «они могут свободно вернуться в Иран или иным образом столкнуться с последствиями своих действий».
Альберто Фернандес установил тесные связи с Китаем и посетил Пекин во время зимних Олимпийских игр 2022 года, где Китай выразил поддержку суверенитету Аргентины над Фолклендскими островами.
В январе 2022 года Фернандес был избран временным президентом Сообщества государств Латинской Америки и Карибского бассейна (СЕЛАК), сменив на этом посту мексиканца Андреса Мануэля Лопеса Обрадора.
В феврале 2022 года Россия вторглась в Украину, что привело к серьёзной эскалации российско-украинской войны. Фернандес осудил вторжение и призвал Россию прекратить военные действия в Украине. В ООН Аргентина проголосовала за осуждение российского вторжения и потребовала полного вывода российских войск с территории Украины. В июле 2022 года Фернандес заявил о дальнейшей поддержке Украины в телефонном разговоре с президентом Украины Владимиром Зеленским, которому он пообещал доставить больше гуманитарной помощи в Украину. Фернандес отверг санкции против России и не хотел отправлять оружие в Украину.
29 января 2023 года Фернандес заявил, что Аргентина не планирует отправлять оружие в Украину или любую другую зону конфликта. Заявление было сделано на пресс-конференции после встречи с канцлером Германии Олафом Шольцем, который стремился заручиться поддержкой по Украине.
В сентябре 2023 года Фернандес осудил Азербайджан за блокаду Лачинского коридора и призвал международное сообщество «действовать превентивно», чтобы избежать «новых преследований» этнических армян в Нагорном Карабахе.

### Положение во время пандемии COVID-19 и меры

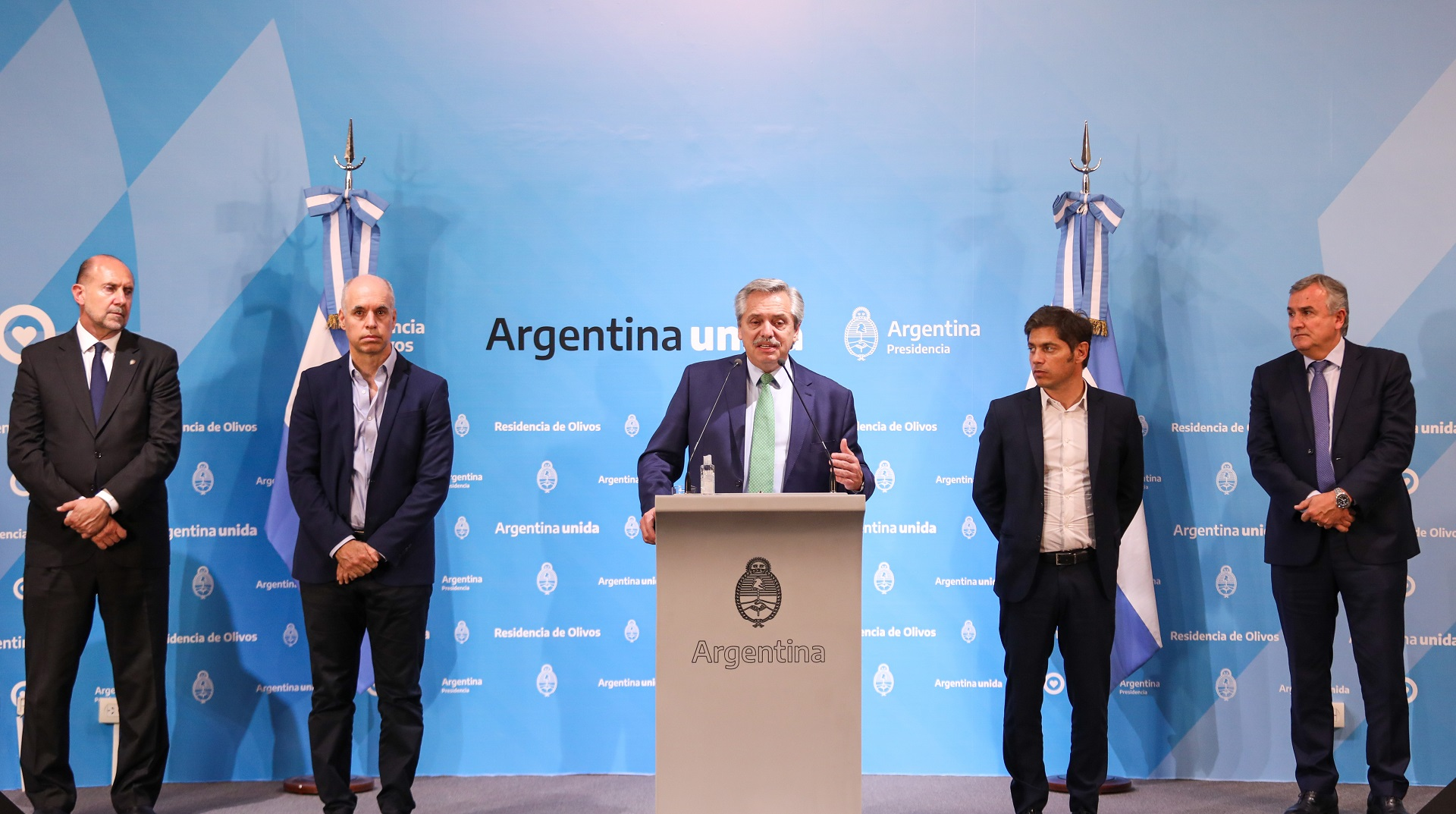
Объявление Фернандесом о карантине было в целом хорошо воспринято, хотя были опасения по поводу его экономических последствий

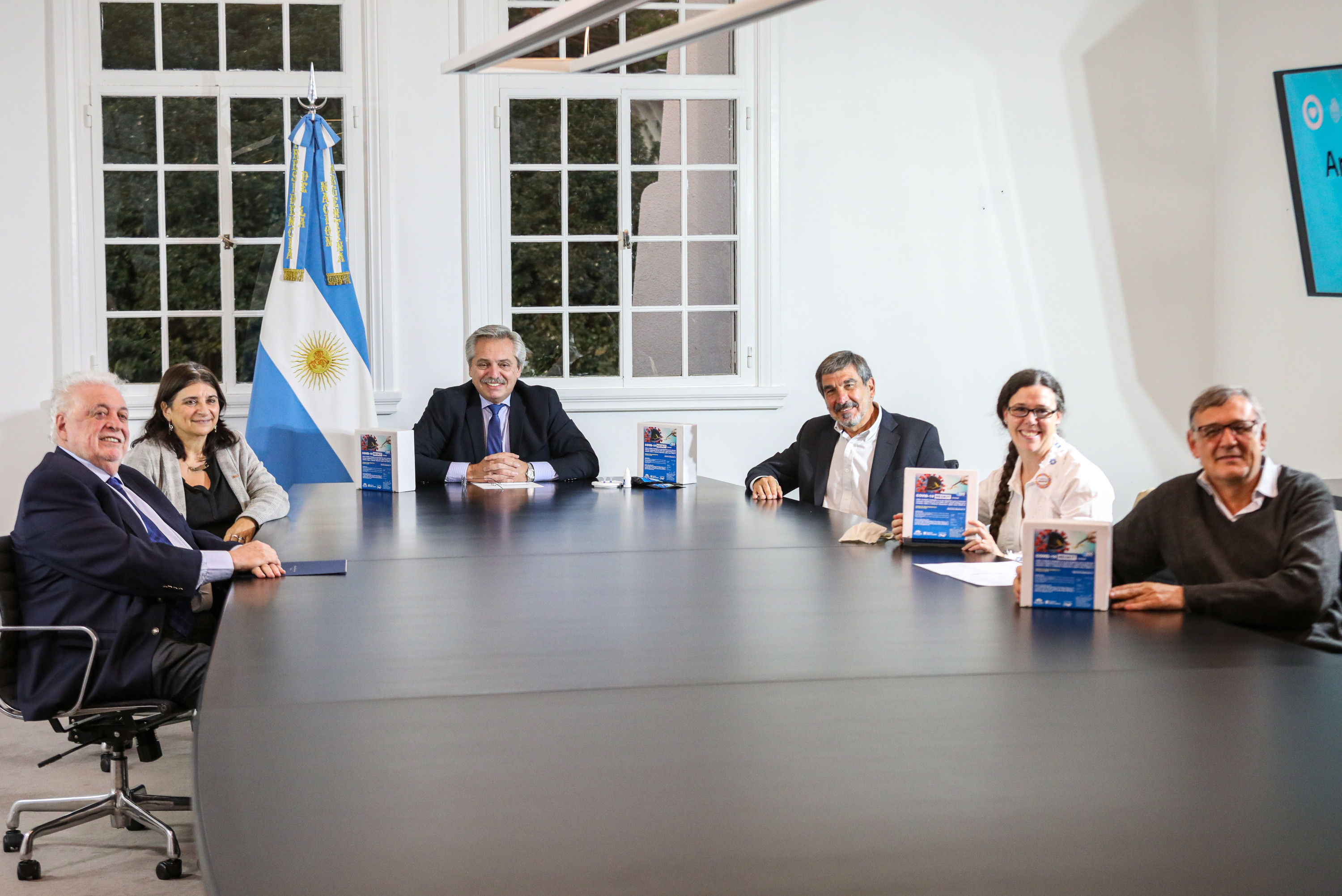
Президент Альберто Фернандес принимает аргентинских учёных, которые разработали тест на Covid19, запатентованный как «NEOKIT-COVID-19». На фото слева направо: Хинес Гонсалес Гарсия (министр здравоохранения), Ана Мария Франки (президент Conicet), Альберто Фернандес (президент нации), Роберто Сальварецца (министр науки, технологий и производственных инноваций), биолог Каролина Каррильо (одна из исследователей, разработавших набор) и Адриан Войнов, руководитель научной группы, разработавшей тест

Во время пандемии COVID-19 правительство Фернандеса объявило о карантине по всей стране, который действовал с 20 по 31 марта, позже продлённый до 12 апреля. Карантин был дополнительно продлён 27 апреля, 11 мая, 25 мая, 8 июня, 1 июля, 18 июля, 3 августа, 17 августа, 31 августа и 21 сентября и включал ряд мер, включая ограничения на поездки, транспорт и передвижение граждан, предписания оставаться дома, закрытие магазинов и сокращение часы работы.
Меры реагирования на вспышку включали ограничения на торговлю и передвижение, закрытие границ и закрытие школ и учебных заведений. Объявление о карантине было в целом хорошо воспринято, хотя были опасения по поводу его экономических последствий для и без того хрупкого состояния экономики Аргентины, поскольку аналитики прогнозировали снижение ВВП как минимум на 3% в 2020 году. Позже Фернандес объявил о пакете стимулирующих мер в размере 700 миллиардов песо (11,1 миллиарда долларов США), что составляет 2% ВВП страны. После объявления обязательного карантина для каждого человека, вернувшегося в Аргентину из сильно пострадавших стран, правительство закрыло свои границы, порты и приостановило полёты.
23 марта Фернандес попросил у председателя КНР Си Цзиньпина 1500 аппаратов искусственной вентиляции лёгких, поскольку в Аргентине было доступно только 8890.
В пакет было включено объявление о единовременной экстренной выплате в размере 10 000 песо (152 доллара США по состоянию на 20 марта) лицам с низкими доходами, на доходы которых повлиял карантин, включая пенсионеров. Поскольку банки были исключены из списка предприятий, которые считались необходимыми в указе Фернандеса о карантине, они оставались закрытыми до тех пор, пока Центральный банк не объявил, что банки откроются в выходные дни, начиная с 3 апреля.
Из-за печально известного низкого уровня проникновения банковских услуг в Аргентине многие аргентинцы, особенно пенсионеры, не имеют банковских счетов и используются для снятия средств и пенсий наличными. Решение открыть банки всего на три дня по сокращённому графику вызвало всеобщее возмущение, поскольку сотни тысяч пенсионеров (группа наибольшего риска заражения коронавирусом) устремились в отделения банков, чтобы забрать свою ежемесячную пенсию и экстренные выплаты.
По данным консалтинговой фирмы, из-за карантина в стране экономическая активность в марте 2020 года упала почти на 10%. Наибольшее падение произошло в строительном секторе (32%) по сравнению с мартом 2019 года. Каждый сектор экономики пережил коллапс, причём больше всего пострадали финансы, торговля, обрабатывающая промышленность и горнодобывающая промышленность. Меньше всего пострадал сельскохозяйственный сектор, но в целом экономическая активность за первый триместр 2020 года сократилась на 5%. Ожидается, что продление карантина после апреля усилит коллапс аргентинской экономики. В марте первичный дефицит бюджета подскочил до 1 394 миллионов долларов США, увеличившись на 857% в годовом исчислении. Это было связано с государственными расходами на борьбу с пандемией и снижением собираемости налогов из-за низкой активности в условиях социальной изоляции. Школы были закрыты более года, и, по оценкам, 1,5 миллиона детей бросили школу, что составляет 13% от общего числа.
Несмотря на жёсткую политику карантина правительства, Фернандес подвергся резкой критике за то, что сам не следовал соответствующим протоколам. Это включало в себя поездки по всей стране, фотографирование с большими группами сторонников без надлежащего ношения маски и соблюдения социальной дистанции, а также проведение общественных мероприятий с профсоюзными лидерами.

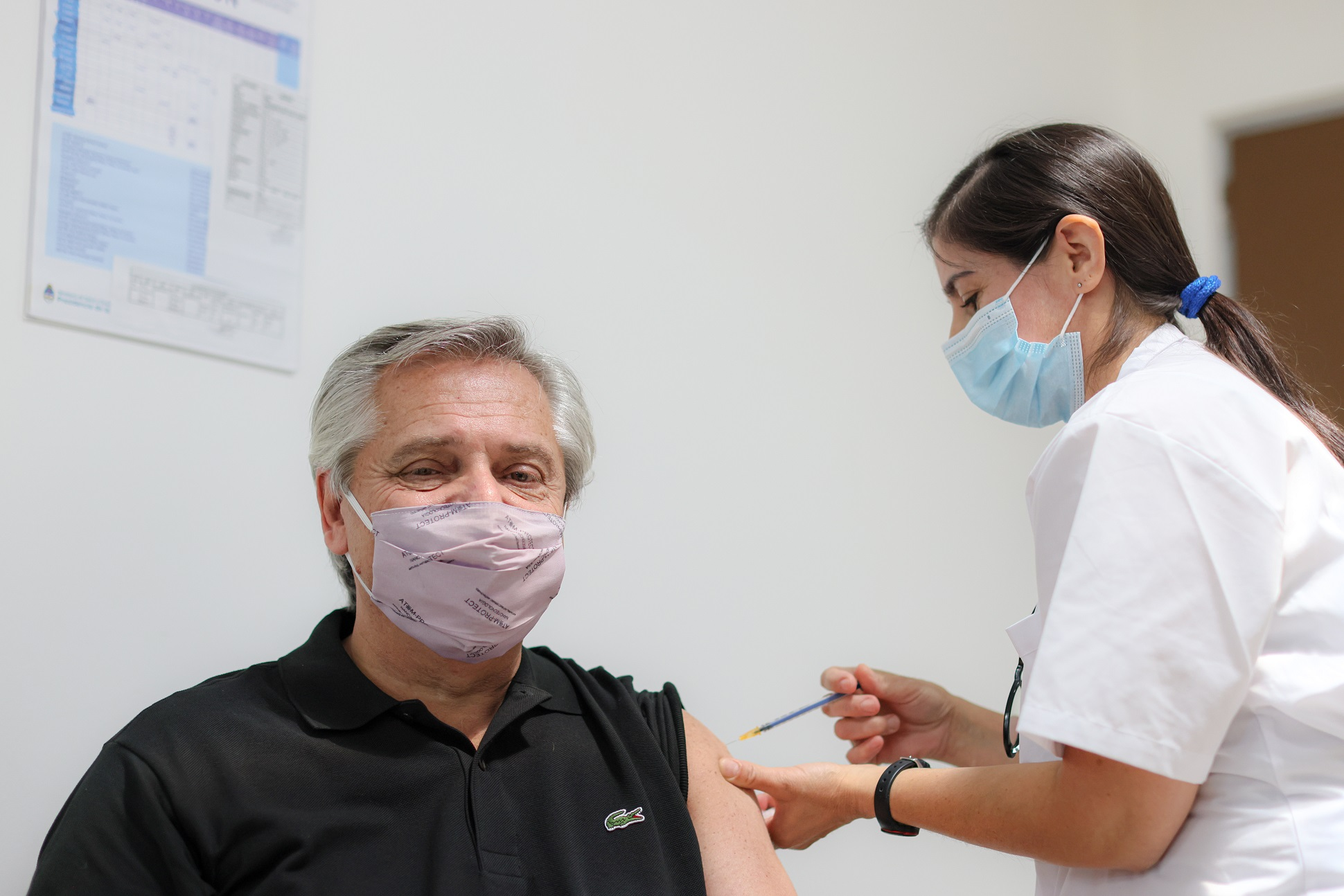
Фернандес получил первую дозу вакцины «Спутник V» против COVID-19 21 января 2021 года

3 сентября, несмотря на то, что большинство местных органов власти по-прежнему применяют строгие меры карантина, Фернандес заявил, что «карантина нет» и что такие мысли «были внушены оппозицией» как часть политической повестки дня. 6 ноября 2020 года Фернандес ослабил некоторые меры карантина в Большом Буэнос-Айресе, перейдя к фазе «социального дистанцирования».
21 января 2021 года Фернандес стал первым лидером Латинской Америки, которому была сделана прививка от этого заболевания с помощью недавно одобренной вакцины Gam-COVID-Vac (более известной как Спутник V). 7 декабря 2021 года Фернандес получил свою бустерную дозу вакцины.
Гинес Гонсалес Гарсия был вынужден уйти в отставку с поста министра здравоохранения 19 февраля 2021 года после того, как выяснилось, что он предоставил льготное лечение от вакцины против COVID-19 своим близким друзьям, включая журналиста Орасио Вербицкого и других политических деятелей. Его сменила вторая по должности Карла Виццотти. Это открытие было встречено широким национальным осуждением со стороны сторонников и оппозиции, поскольку Аргентина в то время получила всего 1,5 миллиона доз вакцины для своего 40-миллионного населения.
2 апреля 2021 года у Фернандеса был положительный результат теста на COVID-19 с «лёгкой лихорадкой».

### Председательство в партии сторонников справедливости
22 марта 2021 года Фернандес был избран национальным конгрессом партии справедливости и развития новым национальным председателем партии, сменив Хосе Луиса Джоху. Фернандес баллотировался без сопротивления, возглавляя список «Единство и федерализм», который получил поддержку различных секторов перонистского движения, включая «Ла Кампору».

### Промежуточные выборы 2021 года
Подтверждая тенденцию первичных выборов того года, Фронт Тодос понёс серьёзные потери на выборах в законодательные органы в ноябре 2021 года. ФДТ потеряла своё большинство в Сенате (впервые почти за 40 лет перонисты потеряли контроль над верхней палатой), а оппозиционная коалиция «Juntos por el Cambio» одержала верх в традиционных оплотах перонистов, таких как Ла-Пампа и Санта-Крус. Наблюдатели объяснили эту потерю широко распространенным недовольством высокой инфляцией и растущей бедностью. Сокращение числа представителей в обеих палатах Конгресса означает, что правительству теперь придется вступать в переговоры, чтобы принять любую инициативу, требующую одобрения законодательного органа.

## Споры

### Обвинения в расизме
9 июня 2021 года Фернандес присутствовал на встрече с бизнес-лидерами вместе с премьер-министром Испании Педро Санчесом в Каса Росада. Когда он попытался подыграть связям Аргентины с Европой, он сказал: «Мексиканцы произошли от индейцев, бразильцы пришли из джунглей, но мы, аргентинцы, пришли с кораблей. И это были корабли, пришедшие из Европы». Фернандес ошибочно приписал эту цитату мексиканскому поэту, эссеисту и дипломату Октавио Пасу, хотя она была взята из текста местного музыканта и личного друга Литто Неббиа. Столкнувшись с негативной реакцией на свои комментарии, в тот же день Фернандес извинился в Twitter, а на следующий день отправил письмо директору Национального института по борьбе с дискриминацией, ксенофобией и расизмом (INADI), разъяснив свои комментарии.

### Нарушения правил борьбы с COVID-19
В августе 2021 года стало известно, что президентский дворец неоднократно посещали во время карантина, который он ввёл в начале 2020 года из-за пандемии COVID-19; среди посетителей были актриса, дрессировщик собак и парикмахер, а также устраивалась вечеринка по случаю дня рождения первой леди.

### Отклонение решения Верховного суда
В декабре 2022 года Фернандес спровоцировал тяжбу с Верховным судом Аргентины и юридический кризис после того, как заявил, что отклонит вынесенное им решение о выделении большей части государственных средств городу Буэнос-Айрес. В постановлении Верховного суда говорится, что уровень финансирования Буэнос-Айреса должен быть увеличен с 1,4% от общего объёма средств до 2,95% после того, как он был сокращён постановлением правительства во время пандемии COVID-19 в 2020 году. Он сказал, что решение было необоснованным, и пообещал проигнорировать его; «это беспрецедентное, неуместное и невыполнимое решение», назвав решение политически мотивированным в преддверии всеобщих выборов в следующем году и добавив, что это нанесёт ущерб другим провинциям. Его высказывания вызвали негативную реакцию: критики заявили, что отклонение решения Верховного суда создало опасный прецедент и подорвало систему правосудия, в то время как несколько губернаторов провинций встали на сторону Фернандеса и раскритиковали решение суда. Мэр Буэнос-Айреса Орасио Родригес Ларрета раскритиковал заявление Фернандеса, заявив: «Президент решил нарушить конституционный порядок, полностью нарушить верховенство закона и атаковать демократию». Различные отраслевые группы раскритиковали этот шаг как опасный для верховенства закона.

### Другие противоречия
До своего президентства Фернандес участвовал в спорах с пользователями Твиттера, в которых его реакции были расценены некоторыми как агрессивные или жестокие. В твитах видно, что он отвечает другим пользователям ругательствами, такими как «pelotudo» (аргентинский сленг для «засранца»), «pajero» («дрочитель») и «hijo de puta» («сукин сын»), он также назвал кандидата в президенты Хосе Луиса Эсперта «Pajert», а игра слов между его фамилией и аргентинским сленговым словом, означающим «придурок». В декабре 2017 года он ответил пользовательнице, сказав: «Девочка, то, что ты думаешь, меня не волнует. Тебе лучше научиться готовить. Может быть, тогда ты сможешь сделать что-то правильно. Думать — не твоя сильная сторона».
В июне 2020 года Фернандо посоветовал журналистке Кристине Перес «пойти почитать Конституцию» после того, как его спросили о его попытках создать назначенную правительством администрацию в сельскохозяйственном конгломерате Висентин.
В интервью 2017 года для мини-сериала Netflix «Нисман: прокурор, президент и шпион» Фернандес заявил, что «по сей день я сомневаюсь, что [Нисман] покончил жизнь самоубийством»; однако после того, как он стал президентом в 2020 году, Фернандес, как сообщается, сказал: «Я убеждён, что это было самоубийство, после долгих сомнений в этом, я не собираюсь лгать». Он имел в виду Альберто Нисмана, прокурора, расследующего дело вице-президента Фернандеса Кристины Фернандес де Киршнер в связи с её подозрениями в сокрытии участия Ирана во взрыве AMIA в 1994 году. Нисман обвинил Фернандеса де Киршнера в тайных переговорах с иранскими официальными лицами, чтобы скрыть их причастность к нападению в обмен на нефть для сокращения дефицита энергии в Аргентине. Официально соглашение предусматривало обмен аргентинского зерна на иранскую нефть. Нисман был найден мёртвым в своей квартире 18 января 2015 года, всего за несколько часов до того, как он должен был представить свой доклад Конгрессу.

## Личная жизнь

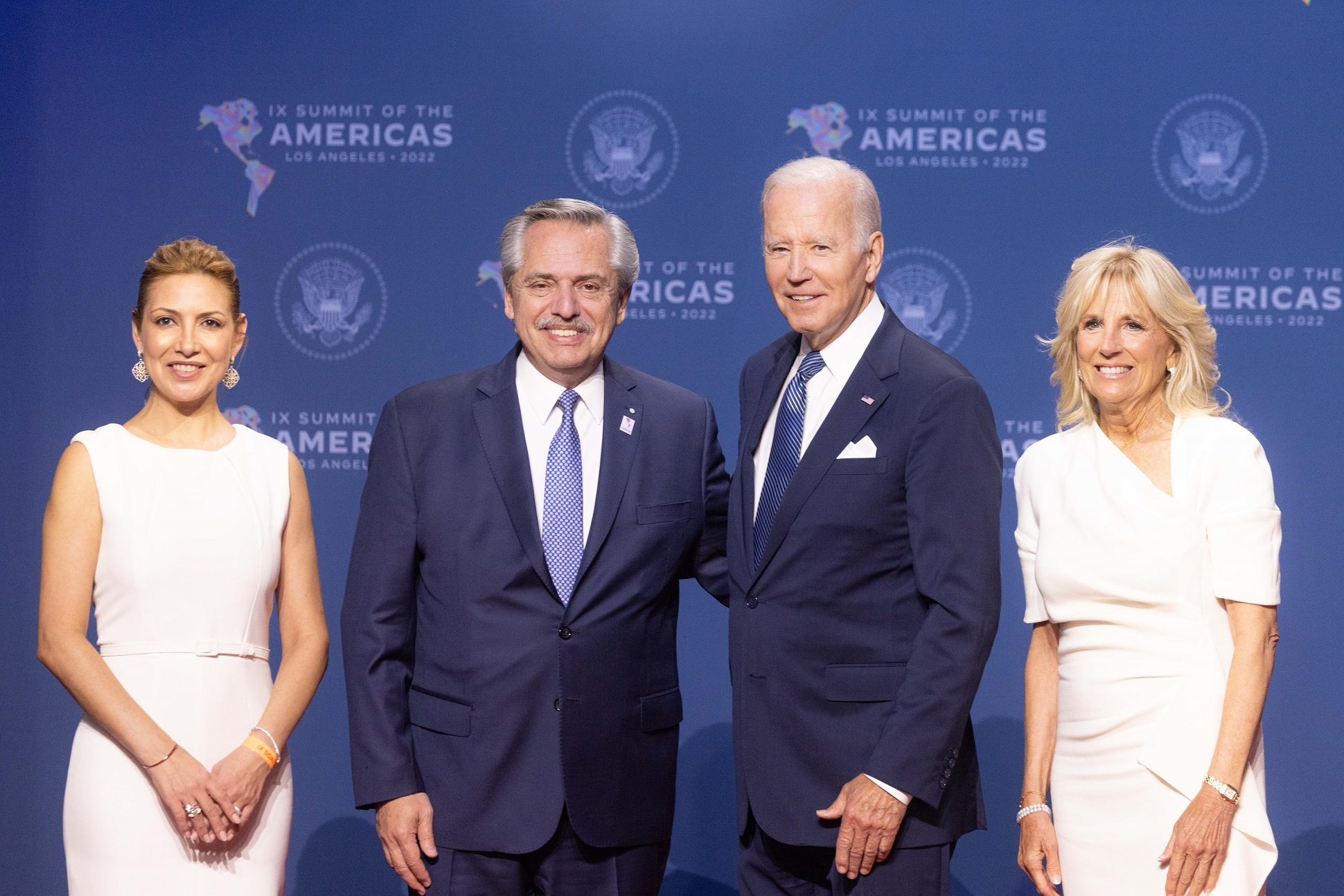
Фабиола Янез, Альберто Фернандес и Джо Байден, 8 июня 2022 года

В 1993 году Фернандес женился на студентке юридического факультета Университета Буэнос-Айреса, Марселе Лучетти. В 2005 году они расстались. Старший сын Эстанислао (1994 г.р.), известный в Аргентине как драг-исполнитель и косплеер сценический псевдоним Дыхзы. Фернандес болеет за футбольную команду «Архентинос Хуниорс».
С 2014 года Фернандес состоит в отношениях с журналисткой и театральной актрисой Фабиолой Яньес, которая исполняла роль первой леди Аргентины во время президентства Фернандеса. У пары есть три собаки: Дилан (названный в честь Боба Дилана, которого Фернандес хвалил и цитировал как вдохновитель) и два щенка Процер и Кайла. 23 сентября 2021 года медицинское подразделение администрации президента объявило, что Яньес ждёт своего первенца. Сын Яньес и Фернандеса, Франсиско Фернандес Яньес, родился 11 апреля 2022 года в санатории Отаменди в Буэнос-Айресе.
Фернандес является почётным профессором университета Цинхуа.

## Награды
- Орден Освободителя Сан-Мартина
- Орден Мая
- Орден Почёта (30 октября 2023 года, Армения) — за значительный вклад в укрепление и развитие дружественных отношений между Арменией и Аргентиной[177][178]